# Migrationsdomstolen i Stockholm
Migrationsdomstolen i Stockholm är en svensk särskild domstol i Stockholm och en av landets fyra migrationsdomstolar. Domstolen är förlagd till Förvaltningsrätten i Stockholm. Landets andra migrationsdomstolar, som alla är underrätter, finns i Göteborg, Luleå och Malmö. Därtill finns överrätten Migrationsöverdomstolen som är förlagd till Kammarrätten i Stockholm.
Domstolens domkrets utgörs av Stockholms län, Uppsala län, Södermanlands län, Gotlands län, Västmanlands län, Dalarnas län och Gävleborgs län.
Migrationsdomstolen i Stockholm inrättades i samband med att den nya instans- och processordning i utlännings- och medborgarskapsärenden infördes den 31 mars 2006. Domstolen prövar överklagade beslut från Migrationsverket, och i vissa fall Polismyndigheten. Domstolens avgöranden kan överklagas till Migrationsöverdomstolen. Innan den nya instans- och processordningen infördes överklagades Migrationsverkets beslut till Utlänningsnämnden, som var enda överklagandeinstans.